# Aldo Duscher
Álvaro Pedro Duscher, mais conhecido como Aldo Duscher (Esquel, Argentina, 22 de março de 1979) é um ex-futebolista argentino, internacional pela Argentina e detentor de passaporte austríaco (sua origem).

## Biografia
A estreia profissional de Aldo Duscher foi em 1996 pelo Newell's Old Boys, tendo-se transferindo para a Europa em 1998, para actuar ao serviço do Sporting Clube de Portugal, vencendo a liga portuguesa em 2000. Posteriormente jogou pelo Deportivo La Coruña, com quem terminou contrato em 2007, acertando com o Sevilla.
Ficou mais conhecido por sua violentíssima entrada em David Beckham, em jogo entre Deportivo e Manchester United em 2002, às vésperas da Copa do Mundo da Coréia e Japão. O astro inglês fraturou a perna, mas conseguiu recuperar-se a tempo de disputar o mundial.
Duscher atuou 4 vezes pela Seleção Argentina.

## Clubes
- Newell's Old Boys, 1996-1998
- Sporting Clube de Portugal, 1998-2000
- Deportivo de La Coruña, 2000-2007
- Real Racing Club de Santander, 2007-2008
- Sevilla Fútbol Club, 2008-2010